# Gubernatorzy porucznicy Guernsey
- 1770–1784: Paulus Aemilius Irving
- 1784–1793: William Brown
- 1793–1793: Thomas Dundas
- 1793–1793: James Henry Craig
- 1793–1796: John Small
- 1796–1803: Hew Darlymple
- 1803–1816: John Doyle
- 1816–1821: Henry Bailey
- 1821–1828: John Colborne
- 1828–1837: John Dawes Ross
- 1837–1842: James Douglas

Flaga gubernatora porucznika Guernsey

- 1842–1847: William Francis Patrick Napier
- 1847–1854: John Bell
- 1854–1856: William Thomas Knollys
- 1856–1859: George Judd Harding
- 1859–1864: Marcus John Slade
- 1864–1869: Charles Rochfort Scott
- 1869–1874: Edward Charles Frome
- 1874–1879: George Gerald Foley
- 1879–1883: Alexander Abercromby Nelson
- 1883–1885: Henry Andrew Sarel
- 1885–1889: John Henry Ford Elkington
- 1889–1894: Edward Gascoyne Bulwer
- 1894–1899: Nathaniel Stevenson
- 1899–1903: Michael Henry Saward
- 1903–1908: Barrington Bulkeley Douglas Campbell
- 1908–1911: Robert Auld
- 1911–1914: Edward Owen Fisher Hamilton
- 1914–1914: Henry Merrick Lawson
- 1914–1918: Reginald Clare Hart
- 1918–1920: Launcelot Edward Kiggell
- 1920–1925: John Edward Capper
- 1925–1929: Charles Sackville-West, 4. baron Sackville
- 1929–1934: Walter Hore-Ruthven, 9. baron Ruthven
- 1934–1939: Edward Nicholson Broadbent
- 1939–1940: Alexander Telfer-Smollett
- 1940–1940: John Minshull-Ford
- 1940–1945: okupacja niemiecka
- 1945–1945: Charles Gage Stuart
- 1945–1953: Philip Neame
- 1953–1958: Thomas Walker Elmhirst
- 1958–1964: William Geoffrey Arthur Robson
- 1964–1969: Cyril Frederick Charles Coleman
- 1969–1974: Charles Piercy Mills
- 1974–1980: John Edward Ludgate Martin
- 1980–1985: Peter de Lacey Le Cheminant
- 1985–1990: Alexander Crawford Simpson Boswell
- 1990–1994: Michael Compton Lockwood Wilkins
- 1994–2000: John Francis Coward
- 2000–2005: John Paul Foley
- 2005–2011: Fabian Malbon
- 2011–2015: Peter Walker